# Hart voor Twenterand
Hart voor Twenterand (HvT) was een lokale politieke partij in de gemeente Twenterand. Oprichtster en partijleider was Hélène van Tol-Geerts.

## Geschiedenis
Van Tol richtte in november 2005 samen met oud-ondernemer Gerrit Eerdink de Belangenvereniging Woonbaar Vriezenveen (BWV) op uit onvrede met het plan om aan de zuidoostkant van het dorp (aan weerszijden van de N36) een nieuw bedrijventerrein te ontwikkelen, alsmede een grote zandafgraving te beginnen. De gemeente Twenterand had daarvoor destijds een structuurvisie gepresenteerd.
Op 10 december 2005 kondigde Van Tol aan mee te doen aan de gemeenteraadsverkiezingen met HvT (dezelfde initialen van haar naam). Haar besluit kwam nadat ze overleg had gehad met het CDA waar geen samenwerking uit voort was gekomen. Van Tol was beleidsmedewerkster van de VVD-fractie in de Tweede Kamer. Van deze partij bleef ze overigens lid.
Bij de gemeenteraadsverkiezingen van 7 maart 2006 kwam Hélène van Tol-Geerts met 713 voorkeurstemmen als eenpersoonsfractie in de gemeenteraad. Met een totaal van 837 stemmen werd HvT in Twenterand iets groter dan de lokale SGP, die 34 stemmen minder behaalde.
Op 3 februari 2009 besloot de gemeenteraad zonder HvT om een krediet van 6,75 miljoen euro vrij te maken voor het aanleggen van het bedrijventerrein Almeloseweg Oost in Vriezenveen.
Op 4 maart 2009 kondigde Hélèna van Tol aan dat ze niet zou gaan deelnemen aan de gemeenteraadsverkiezingen van maart 2010. Volgens haar zou dit tevens het eind betekenen van de partij. Op 25 augustus 2009 liet de lokale afdeling van de ChristenUnie weten dat fractievertegenwoordiger Carla Hilberink naar hen was overgestapt

## Partijprogramma
Belangrijkste doelstelling van de partij was behoud en versterking van het authentieke karakter van de dorpen en het omliggende platteland. In die zin bevindt Van Tol zich in het politieke spectrum, naar eigen zeggen, dichter bij GroenLinks dan bij de VVD. Tevens zet de partij zich in voor burgerparticipatie, iedere mening telt. Door de verschillende standpunten mee te wegen, zou de democratie het best tot zijn recht komen.